# Pagaia

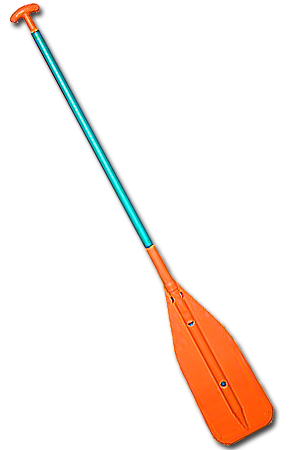
Pagaia simples

A pagaia é a ferramenta que lhe permite circular e manobrar uma canoa, um piroga, um caiaque, uma jangada, uma lancha ou um barco de forma mais geral.
Uma pagaia se distingue de um remo por aquela não ter um apoio (forqueta) que a ligue ao barco.
A pagaia é segura apenas nas mãos dos canoístas e é manobrada sem recorrer a um apoio lateral ou outras partes da canoa.
Existem dois tipos principais de pagaias :
- A pagaia simples, constituída por uma pá e uma pega e é utilizada na canoagem ou rafting. Segura-se normalmente na extremidade localizada na ponta, conhecida por pega, enquanto que na extremidade oposta, se encontra uma pá em formato de folha de oliveira.
- A pagaia dupla dispõe de duas pás e é utilizada mais por kayakers. As duas lâminas de uma pagaia dupla podem ter o mesmo plano (pagaia dupla direita), é o caso de uma pagaia simples, ou pode formar um ângulo uma com a outra (pagaia dupla cruzada) para facilitar certas manobras em rios ou reduzir a resistência ao vento no mar.[1]

Pagaia dupla cruzada.